# (11967) Boyle
(11967) Boyle ist ein im mittleren Hauptgürtel gelegener Asteroid. Er wurde am 12. August 1994 von dem belgischen Astronomen Eric Walter Elst am La-Silla-Observatorium der Europäischen Südsternwarte in Chile (IAU-Code 809) entdeckt.
Der mittlere Durchmesser des Asteroiden wurde mithilfe des Wide-Field Infrared Survey Explorers (WISE) mit 4,758 (±0,293) km und die Albedo mit 0,341 (±0,073) berechnet. Die berechnete Albedo lässt auf eine eher helle Oberfläche schließen. Nach der SMASS-Klassifikation (Small Main-Belt Asteroid Spectroscopic Survey) wurde bei einer spektroskopischen Untersuchung von Gianluca Masi, Sergio Foglia und Richard P. Binzel bei einer Unterteilung aller untersuchten Asteroiden in C-, S- und V-Typen der Asteroid den S-Asteroiden zugeordnet.
Mittlere Sonnenentfernung (große Halbachse), Exzentrizität und Neigung der Bahnebene des Asteroiden entsprechen grob der Dora-Familie, einer Gruppe von Asteroiden, die nach (668) Dora benannt ist.
(11967) Boyle wurde am 1. Mai 2003 nach Robert Boyle benannt, einem britischen Physiker und Chemiker des 17. Jahrhunderts. Nach Boyle war schon 1970 ein Mondkrater auf der südlichen Mondrückseite benannt worden: Mondkrater Boyle.